# CPanel
cPanel (изговара се це- или си-панел) је комерцијални софтвер, који омогућава управљање веб-сервером преко веб прегледача. cPanel олакшава активности као што су креирање базе података, управљање датотекама, паркирање домена или прављење резервних копија (бекапа). Део cPanel-а намењен за администраторе назван је Web Hosting Manager (WHM). WHM омогућава додавање, брисање или промену корисничких рачуна од којих сваки има свој део cPanel-а који користи. Тренутна верзија означена је са cPanel X, јер је број верзије већи до 10.
Када се инсталира, cPanel не може бити уклоњен (веома је тешко). Сервер мора бити форматиран, а оперативни систем реинсталиран. Слично, требало би га инсталирати на свеже подигнутом оперативном систему, уз минимална подешавања.

## Историја
је тексашка корпорација чије се канцеларије налазе у Хјустону (САД). Софтвер је био првобитно дизајниран као управљачки панел за Спид хостинг (енгл. Speed Hosting), сада угашеној фирми која се бавила веб хостинг услугама. Аутор cPanel-а, Џон Ник Костон (енгл. John Nick Koston) је имао улога у Спид хостингу. Веб кинг је убрзо након спајања са Спид хостингом почео да користи cPanel, а нова фирма је преместила своје сервере у Virtual Development Inc. (VDI), сада затворен датацентар. Према споразуму између Костона и -а, cPanel је био доступан само клијентима који су своје сервере држали у VDI-јевом датацентру. У то време, било је мало конкуренције на тржишту управљачких панела, а главни избор били су VDI и Alabanza.
cPanel 3 је објављен 1999. године, а главна новина у односу на претходну верзију била је могућност аутоматске надоградње и увођење Web Host Manager-а (WHM). Креатор његовог интерфејса је Карлос Рего.
На крају, због унутрашњих проблема између Костона и -а, cPanel је раздвојен на два одвојена софтвера — cPanel и WebPanel, верзија коју је развијао VDI. Међутим, без главног програмера, VDI није био у стању да настави развој овог софтвера. Костон је наставио развој cPanel-а и радио је за компанију BurstNET. Ник је касније самовољно напустио BurstNET и потпуно се посветио развоју свог софтвера, који је током времена подоста унапређен.

## Енкомпас
Енкомпас (енгл. Enkompass) је верзија cPanel-а за Microsoft Windows. Од 15. октобра 2011. године, Енкомпас је постао бесплатан, јер је развој знатно успорен у односу на cPanel.